# ماركو تشاكارفيتش
ماركو تشاكارفيتش (بالصربية: Марко Чакаревић) مواليد 13 مايو 1988 في بلغراد، جمهورية صربيا الاشتراكية، هو لاعب كرة سلة صربي. بدأ مسيرته الاحترافية في سنة 2006. يلعب في الدوري الصربي لكرة السلة. حقق المركز الأول في بطولة العالم لكرة السلة للشباب تحت 19 سنة 2007.

## المسيرة الاحترافية
لعب مع أسفيل باسكت في الدوري الفرنسي من سنة 2006 إلى 2008، ثم لعب مع نادي رادنيتشكي كراغوييفاتس لكرة السلة من سنة 2009 إلى 2011، ثم لعب مع نادي بارتيزان لكرة السلة من سنة 2011 إلى 2013، ثم لعب مع نادي إيجوكيا لكرة السلة من سنة 2014 إلى 2016، ثم لعب مع نادي تيميشوارا لكرة السلة في سنة 2016.

## الميداليات
| الميدالية | المسابقة                                       |
| --------- | ---------------------------------------------- |
| ذهبية     | بطولة العالم لكرة السلة للشباب تحت 19 سنة 2007 |

## روابط خارجية
- ماركو تشاكارفيتش على موقع الاتحاد الدولي لكرة السلة (الإنجليزية)
- ماركو تشاكارفيتش على موقع الدوري الأوروبي لكرة السلة (الإنجليزية)
- ماركو تشاكارفيتش على موقع fiba3x3.com (الإنجليزية)
- ماركو تشاكارفيتش على موقع كرة السلة الأوروبية.كوم (الإنجليزية)
- ماركو تشاكارفيتش على موقع ريلجم (الإنجليزية)
- ماركو تشاكارفيتش على موقع بروبوليرز (الإنجليزية)
- ماركو تشاكارفيتش على موقع سبورتس رفرنس (الإنجليزية)